# Cenocoelius luscinia
Cenocoelius luscinia är en stekelart som beskrevs av Saffer 1982. Cenocoelius luscinia ingår i släktet Cenocoelius och familjen bracksteklar. Inga underarter finns listade.